# Elephant Butte
Elephant Butte – miasto w Stanach Zjednoczonych, w stanie Nowy Meksyk, w hrabstwie Sierra.